# Hamburgska
Hamburgska är ett gemensamt namn för alla de plattyska dialekter som talas i Hamburg. Det finns dock minst två olika dialektvarianter där. En vanlig indelning av hamburgskan skiljer mellan Geest-Platt och Marsch-Platt. Det beror på att landet i Nordtyskland kan delas in i två olika geologiska områden, nämligen Geest och Marsch. Marsch kallar man landet direkt vid Elbe medan Geest ligger lite längre bort, framförallt norrut.
Geest-Platt liknar mycket de dialekter som talas i närheten av Hamburg i Holstein. Mest påfallande är kanske hur vokalerna låter och hur bokstaven v uttalas. Ordet geven (= "ge") uttalas med [v], och maken (= "laga; göra") med ett riktigt [a:] som i svenskan (bakre rundat a). Både höörn (= "höra") och Köök (= "kök") uttalas med [ø:] som i svenskan.
På Marsch-Platt säger man inte geven, utan geben med [b], och det heter inte maken, utan moken med [o:]. I några ord har Marsch-Platt [oi], där andra dialekter har [ø:]. Det finns alltså en skillnad mellan vokalerna i heuern ([oi]) och Köök ([ø]). Samma skillnader finns i ord som (Geest-Platt) töven och (Marsch-Platt) teuben (= "vänta") eller baven och boben (= "uppe"). Tidigare talade man Marsch-Platt även i hamnen och i den berömda stadsdelen St. Pauli; därför kallas det ibland också Havenplatt (eller riktigare: Hobenplatt). 
I dag talar de flesta människorna i Hamburg naturligtvis högtyska, framförallt de som bor mitt i staden. Men på landet (i de byar som också ligger inom stadens gränser) talar många fortfaranda plattyska, till exempel i Vierlande (plattyska: Veerlannen = "Fyra Länder") eller i Das Alte Land (Dat Ole Land = "Gamla Landet"). Det är nästan alltid dialekter som tillhör Marsch-Platt, och därför menar man ganska ofta en sådan dialektform när man bara talar om Hamburgskan. Det är samma sak med folk som tidigare har arbetat i hamnen eller har bott i St. Pauli. Det finns även folk som egentligen talar plattyska och aldrig har lärt sig riktigt högtyska. Deras språk (en blandning av högtyska och plattyska drag) kallas för Missingsch. 
Hamburgskan tillhör de lågsaxiska dialekterna som också talas i Schleswig-Holstein, Niedersachsen och Bremen. Dialekterna i Vierlande har ändå också egenskaper som liknar de östlågtyska dialekterna som bl.a. talas i Mecklenburg.